# Малий Бельт

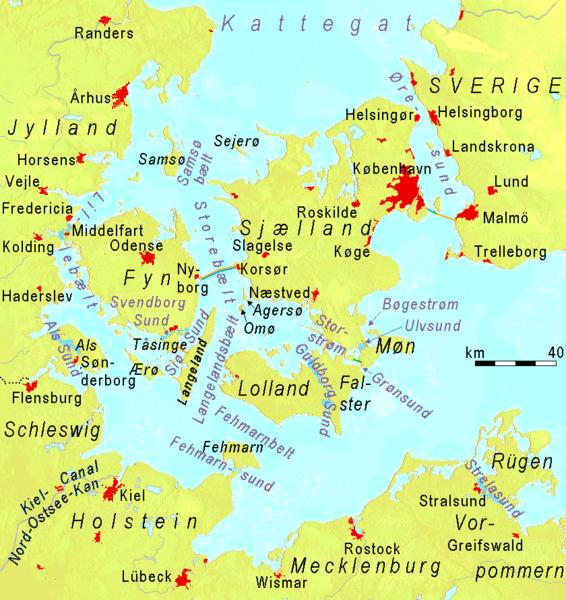
Малий Бельт (позначений данською назвою Lillebælt), крайній лівий із трьох данських протоків

55°11′ пн. ш. 9°50′ сх. д. / 55.183° пн. ш. 9.833° сх. д.
Мали́й Бельт (дан. Lillebælt ˈlil̩ˌpɛlˀt) — протока між островами Фюн і Ере на схід і островом Альс і півостровом Ютландія на заході.

## Географія
Малий Бельт має близько 50 км завдовжки і від 800 м до 28 км завширшки, його найглибша точка — Marens Hul знаходиться на захід від острова Fænø — 81 м, що робить цю протоку глибшою, ніж Великий Бельт. Численні невеликі данські острови розташовані у протоці. Протокою прямує 10 % води, що рухається з Балтійського моря до Каттегату. Найменша глибина фарватеру — 12 м.
Малий Бельт простягається від міста Юельсмінне на півночі до острова Альс на півдні. На півночі ширина протоки сягає 15 км. Звідти прямує до південного заходу до, звуження близько 1 км в місці під назвою Snævringen (The Narrows), де розташовані два мости через протоку. До півдня від Fænø, протока розширюється до 10 км, поки не досягне Балтійського моря в районі острова Альс і Південно-Фюненського архіпелагу.
Західне узбережжя Малого Бельту має певну кількість фіордів, обидва береги мають урвисті піщані схили.

## Геологія
Область навколо Малого Бельту формується численними льодовиковими моренами, сформованими під час раннього Віслинського зледеніння приблизно 22—25 тисяч років тому. Приблизно 14—15 Кілороків тому, під час останнього віслинського заледеніння, льодовик прямував на південь і південний схід, один із язиків якого перетворився на льодовик Малий Бельт, створюючи гористу місцевість із глибокими фіордами. Тунельні долини були утворені талою водою. Кінцеві морени часів льодовикового максимуму на північному сході є одними з найстаріших в Данії.

## Інфраструктура
До відкриття моста через протоку у 1935 році (Старий міст Малий Бельт), діяли численні поромні переправи, серед них Фредерисія — Стріб — перший залізничний пором Данії (1872)
На початок XXI сторіччя старим мостом прямує автомобільний та залізничний транспорт, новим мостом прямує автострада E20.
Дві високовольтні електролінії були перекинуті через протоку, одна з яких була демонтована і замінена на підводний кабель у 2013 році.

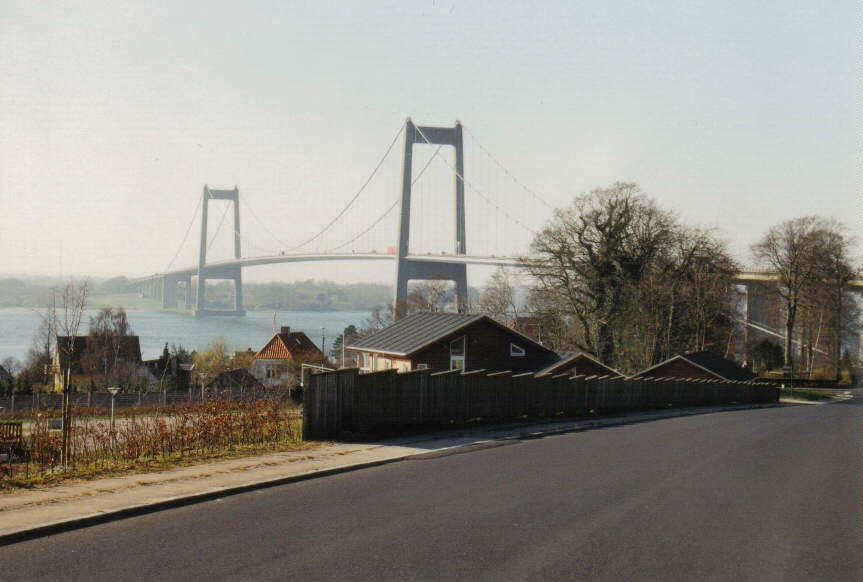
Новий міст Малий Бельт, автодорожній міст через Малий Бельт
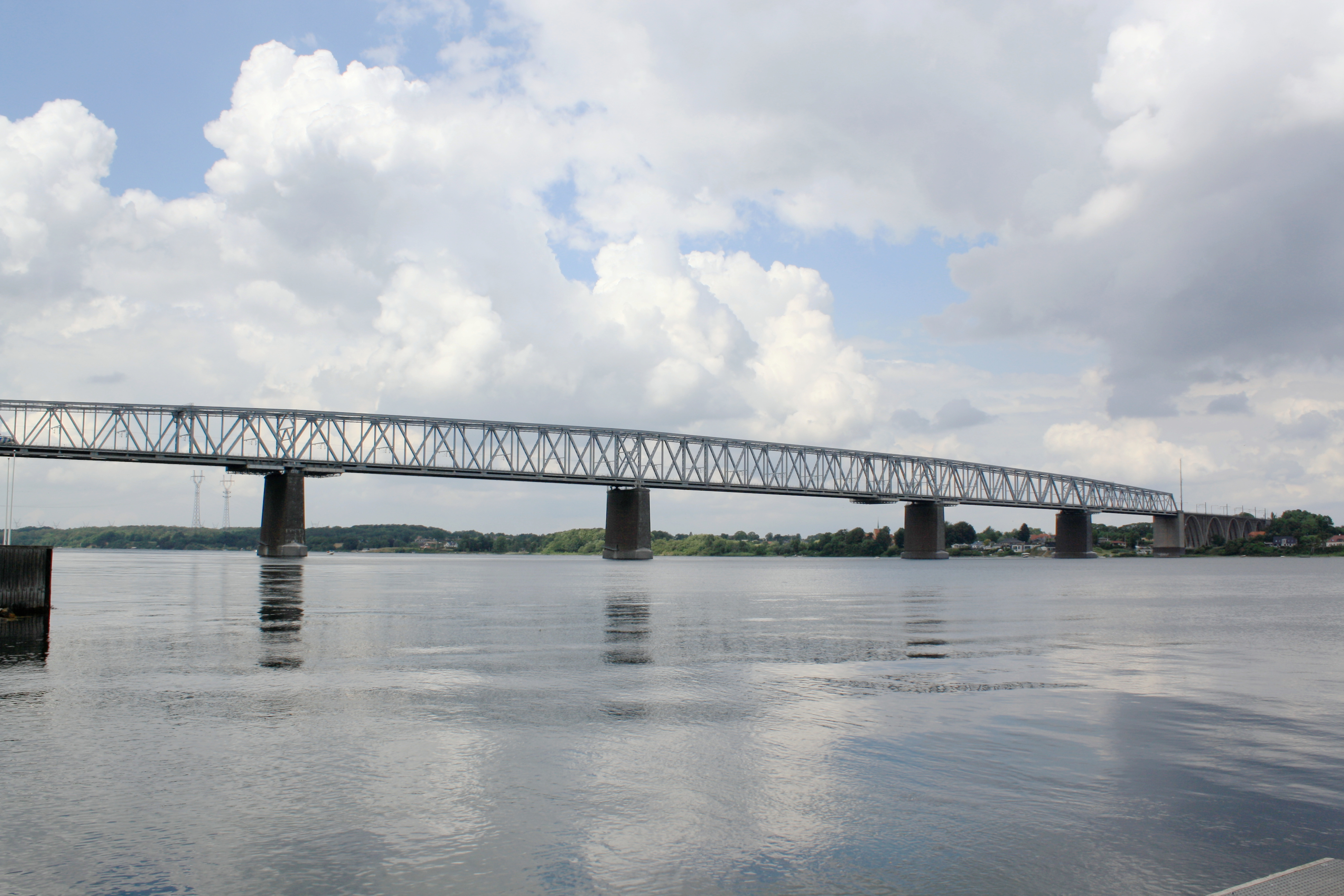
Міст Малий Бельт, залізничний та автомобільний міст через Малий Бельт